# الترفيه الاجتماعي
الترفيه الاجتماعي هو شكل من أشكال الترفيه التي تتضمن حضور الأماكن العامة ، ولكنها لا تنطوي على نشاط بدني كبير ، مثل رياضات المتفرجين أو الذهاب إلى المسرح.

## التصنيف
في دراسات أوقات الفراغ ، يقابل الترفيه الاجتماعي أوقات الفراغ النشطة ، وهي أنشطة ترفيهية تتضمن مجهودًا بدنيًا ، ووقت فراغ سلبي ، وهي أشكال من الترفيه يمكن الاستمتاع بها من المنزل. تشمل أمثلة الترفيه الاجتماعي رياضات المتفرجين أو الذهاب إلى السينما أو الذهاب إلى الحفلات الموسيقية.  

## الترفيه الاجتماعي عبر الإنترنت
على الرغم من أن استخدام الأماكن العامة المادية هو السمة المميزة للترفيه الاجتماعي ، فقد تم وصف استخدام الوسائط الاجتماعية  والألعاب متعددة اللاعبين عبر الإنترنت على أنها أشكال عبر الإنترنت للترفيه الاجتماعي. 